# Ярозит
Ярозит (от названия местности Jaroso — Харосо в Испании, где впервые был найден ярозит), ютаит — минерал, основный сульфат калия и железа; химический состав: KFe(III)3(SO4)2(OH)6, зачастую содержит примеси натрия.

## История
Минерал был впервые найден и описан Августом Брайтхауптом (1791—1873) в 1852 году в районе Харосо (Альмерия, Испания).
В 2004 году ярозит был обнаружен на Марсе аппаратом MER-B.

## Физические свойства

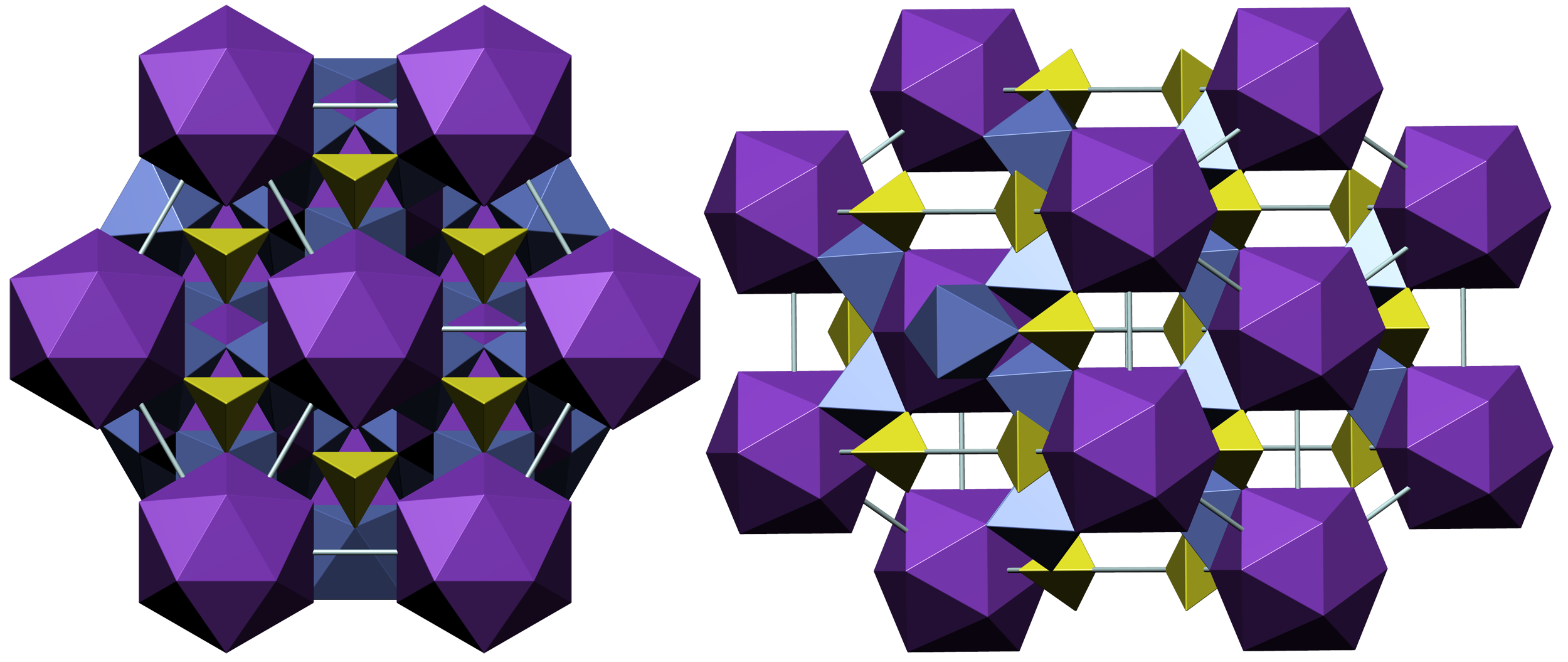
Кристаллическая структура ярозита

Твёрдость по шкале Мооса: 2,5 — 3,5 (гипс — кальцит), плотность: 2,9 — 3,3 г/см³. Кристаллизуется в тригональной (пирамидальной) системе. Ярозит встречается с прозрачностью от просвечивающего до полностью непрозрачного. Блеск стеклянный либо тусклый. Цвет — коричневый, жёлтый.
Очень часто ярозит путают с лимонитом, гётитом, с которыми он часто встречается в геологических образованиях, называемых  «железными шляпами». По сути, ярозит — железосодержащий аналог алунита.